# Stress–sårbarhetsmodellen

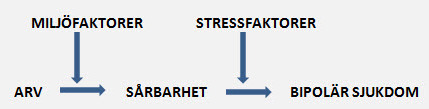
Stress–sårbarhetsmodellen som förklaring av bipolär sjukdom.

Stress–sårbarhetsmodellen är en teori om uppkomsten av vissa sjukdomar och ohälsa, som utgår från att människor har olika medfödda och förvärvade förutsättningar att klara av fysisk eller psykisk stress vilket är avgörande för huruvida man utvecklar till exempel psykisk ohälsa eller autoimmuna sjukdomar till följd av detta. 
Förklaringsmodellen, som är vedertagen inom bland annat svensk psykiatri, utgår från att det finns två komponenter som bestämmer individens sårbarhet: medfödda och förvärvade svagheter. Dessa två faktorer avgör individens stresströskel. Modellen bygger på Joseph Zubins och Bonnie Springs teorier om uppkomsten av schizofreni, som de 1977 kallade för vulnerabilitetsmodellen. Sedan dess har deras teori modifierats, och används som förklaring för uppkomsten av viss ohälsa och för att förklara att två individer klarar samma påfrestning olika bra. 
Stress–sårbarhetsmodellen framlades inom psykiatrin för att förklara etiologin till framför allt psykoser. Modellen används också för att förklara flera kroppsliga sjukdomar som autoimmunitet, vissa endokrina sjukdomar, kardiovaskulära sjukdomar och andra stressrelaterade sjukdomar. Vad som sammanbinder dem är att de har en multifaktoriell etiologi, samt dels det finns en individuell sårbarhet, dels att stressaxeln aktiverar en inre respons som leder till sjukdomens utbrott.
Genetiken förklarar att somliga är mer benägna att reagera på stressorer på ett visst sätt, genom att det finns en svaghet i till exempel bildningen av en signalsubstans eller en tendens till att en viss hormonkörtel blir över- eller underaktiv. Detta förklarar att det i samma familj ofta finns samma slag av sjukdomar. Undernäring och näringsbrist under fosterstadiet är en annan medfödd sårbarhet, liksom att modern tar vissa läkemedel eller droger under graviditeten, har en infektion eller utsätts för ett trauma. Sådant kan påverka utvecklingen av fostrets nerv- eller endokrina system.
Förvärvade svagheter kan vara en fysisk sjukdom som indirekt nedsätter eller förstärker en annan funktion. Vid ytterligare belastning av en ny stressor kan då till exempel en signalsubstans eller en hormonkörtel bli över- eller underaktiv. Långvarig stress, och tillhörande förhöjda kortisolvärden, kan vara en sådan förvärvad sårbarhet, liksom tidigare ohälsa, näringsbrist, fetma, narkotikamissbruk, isolering, rädsla och sorg. Förutsättningarna kan vara uppenbara eller kända, eller, som vid en sjukdoms inkubationstid, okända.
Individer har sålunda olika förutsättningar att klara av sådana fysiska och psykiska stressorer som till exempel droger, infektioner, hot, deprivation, arbetsrelaterad stress, livskriser eller tillfällen av jagsvaghet. För somliga behövs endast en mindre stress för att utlösa ohälsa, medan andra klarar större belastning utan att reagera.
Stress–sårbarhetsmodellen förklarar både varför somliga blir sjuka av en viss stressor, och vilken ohälsa som individen kommer att drabbas av.